# 学校法人大岡学園
学校法人大岡学園（がっこうほうじんおおおかがくえん）とは、兵庫県豊岡市戸牧500番地にある専修学校（高等課程大岡学園高等専修学校、専門課程ビジネス専門学校 キャリアカレッジ但馬（専門課程は2018年現在、休校中））と認可外保育施設「幼児共育センターキッズハウス」（閉園）等を運営する学校法人である。この項目では、専修学校以外の施設についても述べる。

## キッズハウス
幼児共育センターキッズハウスは、豊岡市戸牧にあった認可外保育施設。同市泉町にあった、認可外保育施設（当時）チャイルドハウスが、豊岡市立北保育園の移転民営化に伴い社会福祉法人豊友会の認可保育所として独立後、名称を現在のものに変更。2006年高等専修学校の校舎（現在の場所）に移転。それに伴い、高等課程は専門課程の校舎に移転し、専門課程は、2009年同市中陰に移転した。本法人が事実上運営しており、職員の福利厚生も本法人が行っているが、児童福祉法上の兵庫県知事の登録は園長の個人名義である。なおキッズハウスは2013年3月をもって閉園。現在は社会福祉法人豊友会運営の放課後児童クラブ「キッズガーデン」及び小規模保育事業「スマイリーハウス保育園」（2017年度より運営）となっている。

## 地球村・人間村
外国語教室（英会話など）の「国際交流センター地球村」も運営している。地球村は、豊岡校が高等課程の校舎（法人本部）に併設されていた。地球村は2022年に休止。過去には日高校が同市日高町の人材育成会社アルファスタジオ内にあった。なお過去にはパソコン教室の「生涯学習センター人間村」も運営していたが廃止され、校舎にマークが残っているのみであり校門の看板にも記載がない。